# Уязд (Нижньосілезьке воєводство)
Уязд (пол. Ujazd) — село в Польщі, у гміні Цешкув Мілицького повіту Нижньосілезького воєводства.
Населення — 314 осіб (2011).
У 1975-1998 роках село належало до Вроцлавського воєводства.

## Демографія
Демографічна структура станом на 31 березня 2011 року:
|          | Загалом | Допрацездатний вік | Працездатний вік | Постпрацездатний вік |
| -------- | ------- | ------------------ | ---------------- | -------------------- |
| Чоловіки | 165     | 46                 | 103              | 16                   |
| Жінки    | 149     | 34                 | 88               | 27                   |
| Разом    | 314     | 80                 | 191              | 43                   |